# Chipping Norton Lake
Chipping Norton Lake är en sjö i Sydney i Australien. Den ligger i delstaten New South Wales, i den sydöstra delen av landet, omkring 24 kilometer väster om centrala Sydney. Chipping Norton Lake ligger 13 meter över havet.
Följande samhällen ligger vid Chipping Norton Lake:
- Chipping Norton (8 579 invånare)